# François Nardi
François Nardi (Nizza, 7 dicembre 1861 – Tolone, 1936) è stato un pittore francese.
Di origine italiana, fu uno dei grandi maestri della pittura provenzale.

## Biografia
François Nardi nacque a Nizza da genitori italiani originari di Campi Bisenzio, presso Firenze, che esercitavano il mestiere di cappellai, con un piccolo negozio di modisteria.  Nel 1870 la famiglia si trasferì da Nizza a Tolone  e il giovane François compì i suoi studi nel liceo della città. Ma assai precocemente egli mostrò una particolare sensibilità e un vivo talento per il disegno e la pittura, sì da disertare il negozio di famiglia per andarsene a dipingere in mezzo alla natura. Fu proprio in tali circostanze che il pittore Frédéric Montenard (1849-1926), artista già affermato, lo notò e gli suggerì caldamente di andare a Parigi a studiare l'arte della pittura.

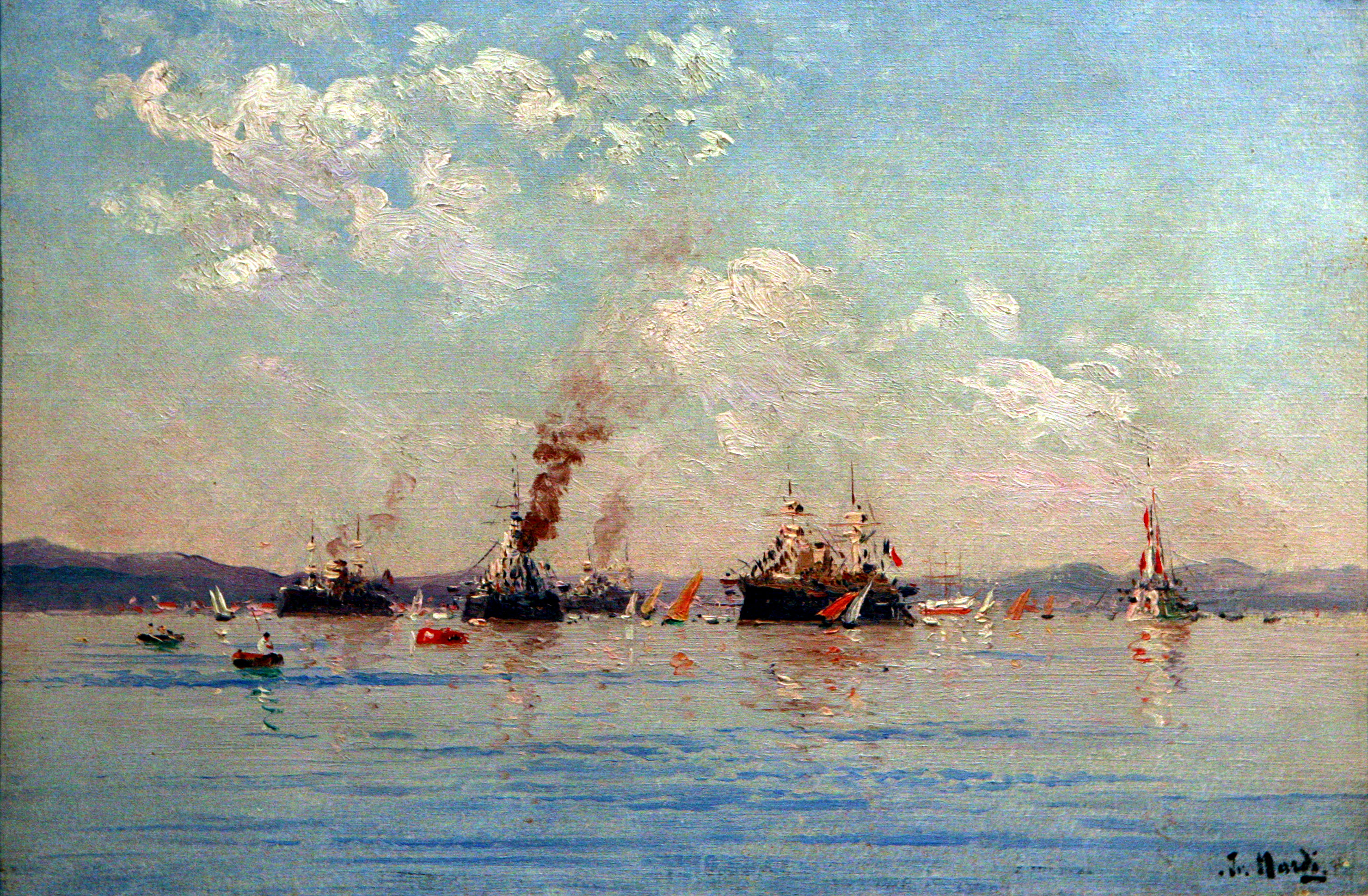
Effetto di bruma in rada di Tolone

### La giovinezza. Il successo precoce.
François Nardi aveva dunque 26 anni quando, nel 1887, approdò nella capitale ed entrò nell'Académie Julian, dove fu allievo di Tony Robert-Fleury, ma seguì anche i corsi di Jean-Paul Laurens, di William Bouguereau, François Flameng e Gabriel Ferrier.
 
Lavoratore e studente instancabile, due anni più tardi vinse un primo premio per i suoi lavori d'accademia ed espose la tela "Barques de pêche en Provence" al Salon des artistes français. Terminati gli studi, inviò al Salon del 1890 il quadro "La rade de Toulon: effet de mistral", ottenendo una medaglia di terza classe. Il quadro fu inoltre acquistato dallo Stato. Questo successo scatenò l'entusiasmo dei critici e segnò l'inizio della sua fama nazionale ed internazionale. Nardi fu dunque una rivelazione.
Da quel giorno François Nardi cominciò ad esporre i suoi quadri in tutta la Francia e anche all'estero, raggiungendo così quell'autonomia finanziaria che gli permise di vivere solo della sua arte.

Dopo aver esposto al Salon del 1890, fu invitato dalla "Società de Belli Arti" di Firenze a partecipare alle esposizioni fiorentine del 1891 e '92. Inoltre la "Società dei pittori di Monaco di Baviera" (Verein Bildender Künzler Münchens) acquistò il suo quadro "Effet de mistral, le soir, rade de Toulon". Nel 1893, sue opere vennero accolte nel padiglione francese dell'Expo di Chicago e la tela "Torpilleurs par effet de mistral en rade de Toulon" fu esposta, assieme ad altre due, all'Expo del 1901 di San Pietroburgo. Infine, la città di Bucarest comprò il suo quadro "Grand Canal de Venise" (1903), oggi conservato al Museo Simu.

### La maturità. Il successo pieno.
Sul periodo della maturità artistica e professionale di Nardi ci sono giunte pochissime notizie. L'artista, comunque, divideva tempo e lavoro fra Parigi e Tolone.

A Montmartre, dove aprì uno dopo l'altro diversi atelier, frequentò i suoi colleghi che aveva conosciuto all'Académie Julian. Fece inoltre amicizia con numerosi artisti stranieri, in particolare americani: Louis Paul Dessar, Eanger Irving Couse e Alfred Mayer, e l’australiano Emanuel Phillips Fox. Fra i suoi amici vi furono anche il danese Gustaf Seligmann, l’italiano Umberto Veruda (1868-1904) e il tedesco Lovis Corinth (1858-1925), che nel 1887 gli fece il ritratto.
Quanto ai suoi colleghi ed amici francesi, essi non provenivano tutti dall'Académie Julian ed elencarli tutti sarebbe assai lungo, ma se ne possono citare i più noti: Paul Chabas e suo fratello Maurice, Jules Adler, Victor Despagnat, Eugène Assezat de Bouteyre, Paul Lecuit-Monroy, Numa Gillet. E ancora: Raoul Arus, Marie-Joseph Clavel detto Iwill, Louis Braquaval, Félix Ziem. Una sentita amicizia lo legò infine a Gustave Gagliardini.

Né si possono dimenticare le sue amicizie con i pittori provenzali: fu amico dei marsigliesi, da Jean-Baptiste Olive à Louis Bonnot, meglio conosciuto con lo pseudonimo di Lina Bill. Fra gli artisti di Tolone che Nardi frequentava sovente ricordiamo Octave Gallian, Eugène Dauphin e suo figlio Louis, Gabriel Amoretti, José Mange e Paulin Bertrand. Quanto a Vincent Cordouan (morto a Tolone nel 1893), è assai probabile che Nardi lo abbia conosciuto nella sua città.
Nel gruppo degli amici intimi di Nardi vi erano inoltre due artisti tolonesi d'adozione: il poeta François Fabié e il drammaturgo d’origine belga Henry Kistemaeckers.
Nel 1891, Frédéric Montenard suggerì a Nardi di prendere come allievo il pittore italo-brasiliano Giovanni Battista Castagneto (1851-1900). Nardi accettò e il giovane Castagneto lo seguì sempre nei suoi spostamenti fra Tolone e Parigi. L'arte di Castagneto acquisì di conseguenza luce e ricchezza di colori.

Nel 1899 François Nardi sposò Marguerite Dequay, une giovane parigina originaria di Bordeaux, e partì in viaggio di nozze per Venezia, da dove riportò un gran numero di dipinti.

### Il nuovo secolo. La sorte avversa.
Ma con l'inizio del nuovo secolo Nardi conobbe il lato amaro della vita. Fu colpito, infatti, da gravi lutti e da malattie. Alla scomparsa dei genitori seguì la morte del suo primo figlio di un anno e mezzo. Anche sua figlia Pauline, a soli cinque anni, morì di scarlattina a Natale del 1907, e questa morte lo segnò profondamente. 
Una sorte spietata colpì duramente l'artista, che si ammalò. I lutti e la malattia gli impedirono di proseguire quella carriera trionfale che i suoi successi parigini, nazionali e internazionali, avevano prefigurato. Per questa ragione Nardi non poté occupare quel posto che avrebbe meritato nella storia della pittura, sia in Francia che in Provenza. Tuttavia i suoi lavori furono sempre assai apprezzati dai collezionisti, che li conservavano gelosamente quando avevano la fortuna di possederne uno. Nardi continuò ad essere presente regolarmente in numerose mostre collettive, per non parlare di quelle a lui dedicate, organizzate dai musei della città e della Marina a Tolone, a Hyères o a Marsiglia. Nelle esposizioni parigine egli figurò a più riprese fra i maestri della pittura provenzale.
All'inizio del 1909 decise di lasciare Parigi e di restare a Tolone, ma poche settimane dopo il suo arrivo in Provenza un'emiplegia di ignota origine lo obbligò a modificare i suoi programmi. Il male non tolse nulla alla sua abilità di pittore, ma gli rese difficile spostarsi; non poté più, infatti, portare sul luogo di lavoro delle grandi tele, come faceva prima, e fu obbligato a realizzare un gran numero di pannelli e di acquarelli che gli servivano poi come modelli per i quadri che era costretto a dipingere nel suo atelier. Nel marzo dello stesso anno Jean Jaurès venne a fargli visita.
Vivendo a Tolone, Nardi perse ogni contatto con gli ambienti artistici parigini, francesi e stranieri, che aveva sempre frequentato. E poiché non era stato mai attirato dai riconoscimenti e dalle manifestazioni di cui era protagonista, la sua notorietà ebbe un crollo. Non espose quasi più, e comunque solo a Tolone e in Provenza, e tornò una sola volta a Parigi, nel 1931, quando per l'ultima volta portò un suo quadro al "Salon des artistes français". 

### Fra le due guerre. Il declino.
Il periodo fra le due guerre mondiali fu un altro periodo difficile ed egli dovette dare lezioni private, singole e collettive, per tirare avanti. I suoi allievi venivano in gran parte da Tolone, ma non erano rare le persone che giungevano da altre regioni della Francia o persino dall'estero, come M. Blair, professore della Scuola di Ingegneria del Trinity College di Dublino. Fra costoro spiccano Adrien Hamon, che esporrà al "Salon des artistes français" e M.lle Meirier, la madre di Marie Astoin, che avrà una brillante carriera di pittrice.

François Nardi non smise di dipingere fino agli ultimi giorni di vita, alla fine aiutato da suo figlio Henri e da suo nipote. Intrattenne anche una corrispondenza con il figlio minore, Raymond, che si trovava a Parigi per studiare. Morì a 75 anni, il 28 novembre del 1936, nel suo atelier di Tolone.
A Tolone e in vari centri della regione diverse strade portano il suo nome. Nel 1961 è stato celebrato il centenario della sua nascita e nel 2011 il 150º anniversario. Nel 1991, il suo quadro "Le port de Toulon, le matin, avec le courrier des îles d'Or à l'embarcadère" è stato scelto per rappresentare Tolone sul francobollo della Croce Rossa.

## L'opera

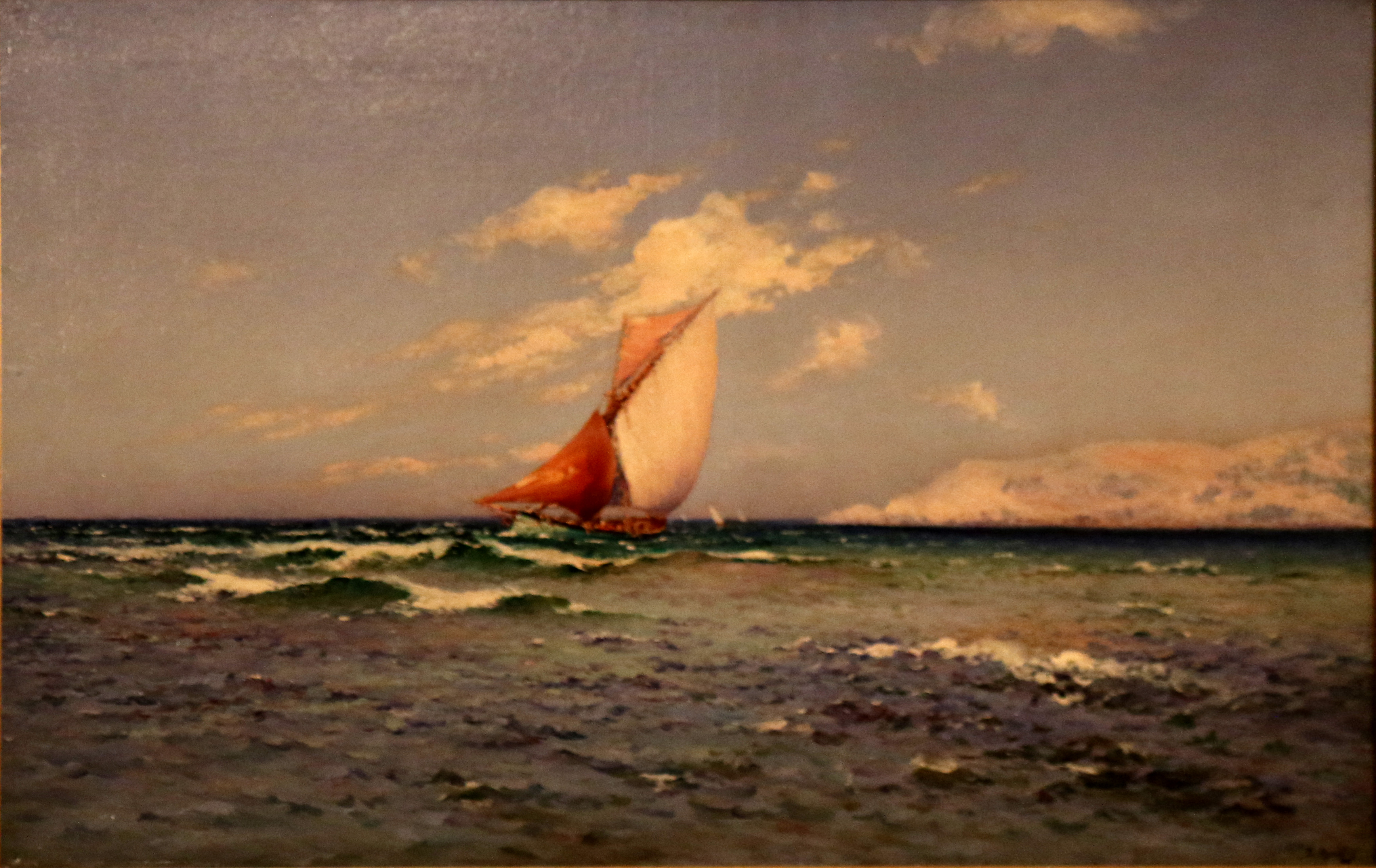
Effetto di Maestrale

Dopo l'esperienza dell'Académie Julian (1887-1889) e l’esposizione delle sue opere al "Salon des artistes français", François Nardi raggiunse rapidamente il successo internazionale con i suoi paesaggi mediterranei e provenzali. In quel primo periodo la sua pittura mostrava alcune somiglianze con quella di Claude Monet, suo contemporaneo, ma in seguito non si po' dire che egli abbia subito particolare influenza dai vari movimenti pittorici della sua epoca. Nardi rimase costantemente su una linea stilistica vicina all'impressionismo, niente di più. Raggiunto il vertice della sua espressione artistica, una serie di eventi drammatici, financo tragici, lo allontanò da Parigi e dall'ambiente degli artisti più noti, sì da impedirgli di proseguire la brillante carriera che aveva avuto sino ad allora. Ritiratosi a Tolone nel 1909, non smise mai di dipingere finché ebbe vita. La sua opera comprende oltre 3500 lavori, fra quadri su tela, oli su legno, acquarelli e disegni.
Con una tecnica ed una impostazione compositiva e cromatica prossima a quella degli impressionisti, François Nardi viene spesso chiamato «il pittore delle atmosfere, degli effetti e delle acque profonde». Il suo stile fu quasi sempre costante, dagli inizi alla fine. Ciò non toglie, comunque, l'esistenza di alcune diversità stilistiche di rilievo. Ma ciò che lo caratterizza maggiormente sono i temi: sempre volti alla narrazione degli ambienti mediterranei e provenzali.

Vi si ritrovano, infatti, i movimenti del mare, la rada di Tolone, le vele, le barche dei pescatori e le vedute delle squadriglie navali, i pini marittimi piegati dal vento, le calme insenature. I porti che dipinse sono numerosi, certamente quello di Tolone, ma anche quelli di Nizza, Cannes, Cassis o Marsiglia. E ancora: i paesaggi, con i sentieri, gli alberi in fiore, i ruscelli e le case, che si trovano quasi tutte nelle campagne tolonesi dell'interno. Delle città Nardi riprodusse soprattutto le stradine impervie, le piazze, i mercati, le facciate e i campanili delle chiese. 
Ritraendo spesso gli stessi luoghi, egli ne riprodusse la mutevolezza dell'aspetto, secondo i cambiamenti dovuti alla presenza del Mistral, delle nuvole o del sole pieno, dei cieli mattutini o crepuscolari. Amava anche riportare sulla tela sia la distesa del mare, calmo o sparso di schiume, che la linea di costa dalle onde agitate o, al contrario, tranquille, nelle quali ci si può immergere, attraversate le barriere di pini, sino alle acque profonde. 
A Parigi la sua sensibilità tutta meridionale fu attratta anzitutto dalla Senna, con i suoi ponti e i suoi battelli, attorno all'Île de la Cité e alla cattedrale di Notre-Dame. Ebbe anche una predilezione per la Place de la Concorde, che ritrasse da tutte le angolazioni, ma non trascurò Place de la République e Place Pigalle.

A Venezia fu per lui una gioia riprodurre i giochi di luce sull'acqua e sulle facciate lungo i canali. Fu attirato anche dalle vele dei "bragozzi" o delle grandi navi viste accanto alle gondole.
Per quanto attiene l'iconografia di Tolone e della Provenza, le opere di François Nardi rappresentano certamente una testimonianza storica, poiché la maggior parte dei luoghi ch'egli dipinse è oggi scomparsa. La sua produzione di quadri si colloca fra il 1887 e il 1909. In seguito, a causa della sua difficoltà a spostarsi, il numero degli oli su legno e degli acquarelli sopravanzò quello delle tele. 

## Opere nelle collezioni pubbliche
Tutte le opere citate sono quadri a olio su tela.
- Municipio de La Valette-du-Var : Le Pont Sainte-Cécile, à la Valette (étude d'arbres) - Oratoire de la Valette, à contre-jour - Chemin de Tourris, avec groupe de trois cyprès, aloès à gauche sans hampe florale, l'après-midi - Chemin du Coudon (deux cyprès de près, avec brèche dans le mur) - Le Coudon et les oliviers (La Baume à l'automne) (olio su legno) - La Chapelle Sainte-Cécile, à la Valette - La Valette, à travers les oliviers - Route de la Valette, à terre rouge, omnibus, fond de montagne (acquarelli)
- Museo della Marina, Parigi : Escadre en rade, effet de mistral
- Museo della Marina, Tolone : Torpilleurs par effet de mistral en rade de Toulon - Escadre en rade de Toulon, effet brumeux - Escadre en rade de Toulon, effet nuageux du matin
- Museo di belle arti Jules-Cheret, Nizza : Un Sentier en Provence
- Museo d'arte di Tolone : La Rade de Toulon : effet de mistral
- Museo del Vieux Toulon, Tolone : La Ville de Toulon
- Museo Gassendi, Digne-les-Bains : Effet de temps gris en Provence (Toulon)
- Museo Municipale Les Palmiers, Hyères : La Ville d'Hyères (du ceinturon, pins au premier plan), en 1895 (acquarello)
- Museo Nazionale, Monaco : Paysage en Provence
- Museo Simu, Bucarest : Le Grand canal à Venise
- Museo Ziem, Martigues : La Falaise de Sainte-Marguerite

## Opere nelle principali esposizioni

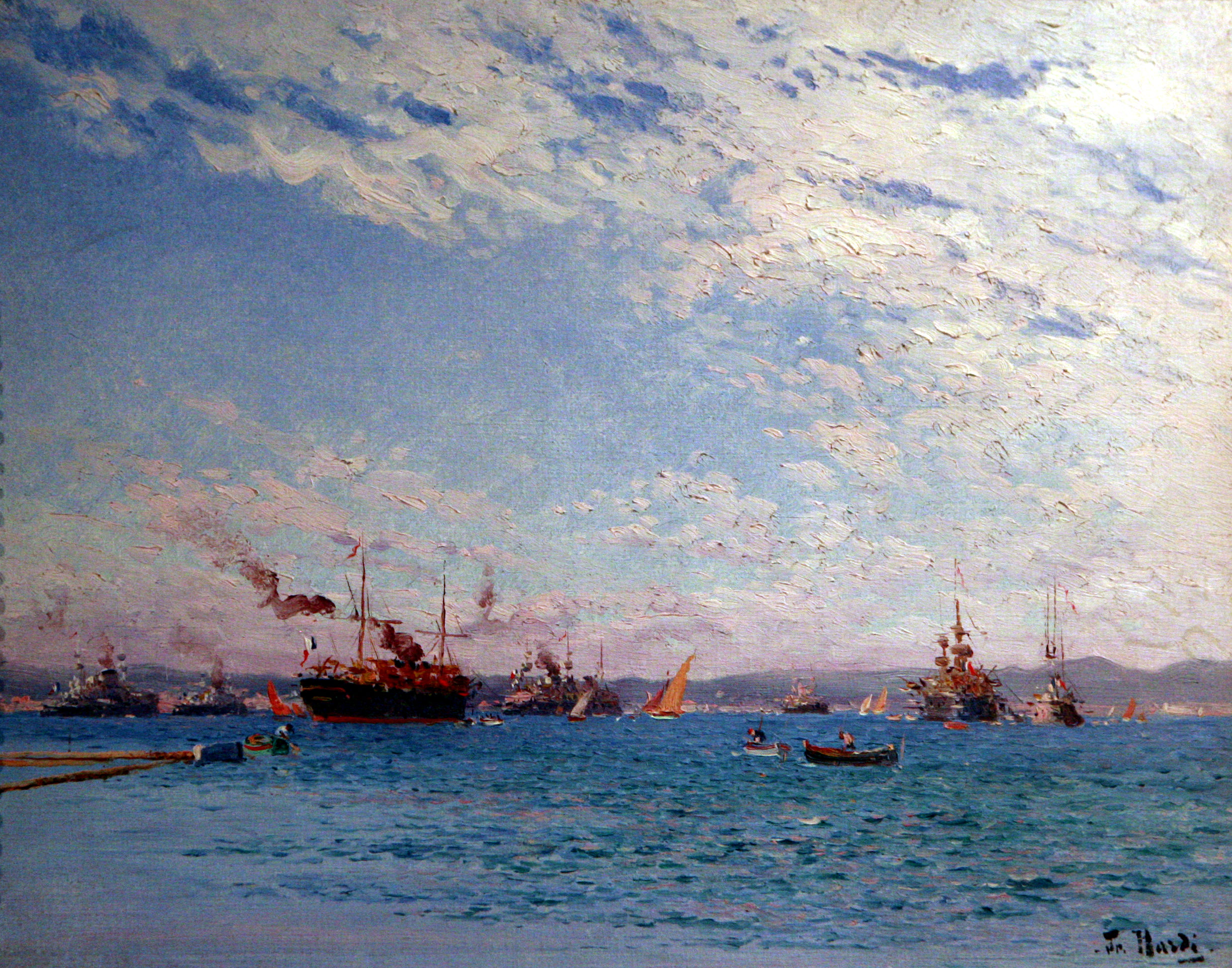
In rada di Tolone, effetto di nubi al mattino

### Parigi, "Salon des artistes français"
Titoli dei quadri esposti  per anno, con numero di catalogo.
- 1889 : Barque de pêche en Provence (1988)
- 1890 : La Rade de Toulon, effet de mistral (1775) - Un Coin du vieux port, à Toulon (1776)
- 1891 : Un Quai au soleil couchant, Toulon (1229) - La Ville de Toulon (1230)
- 1892 : Effet de mistral, le matin (1273) - Mistral et poussière (1274)
- 1893 : En Provence (route de la rivière des “amoureux”)
- 1894 : Matinée brumeuse en rade de Toulon (1374) - Paysage en Provence (1375)
- 1895 : Déclin du jour (1423) - Un Coin de la rade de Toulon (1424)
- 1896 : Effet de temps gris en Provence, Toulon (1493)
- 1897 : Rade de Toulon, effet de mistral (1252) - Paysage en Provence, Toulon (1253)
- 1898 : Premiers jours d'automne en Provence (1525)
- 1899 : La Baie de Magaud au soleil couchant, Provence (1469) - Route de Provence au soleil (1470)
- 1900 : Oliviers et route du Cap Brun, Toulon (986)
- 1901 : Un sentier en Provence (1527) - Bateau en réparation, Toulon (1528)
- 1902 : Transparences de la mer (1231) - Oliviers en Provence (1232)
- 1903 : Le Grand canal à Venise (1332)
- 1904 : Le Vieux port de Toulon (1345)
- 1905 : Sanary à travers les pins et les oliviers, Provence (1409)
- 1906 : Sur les hauteurs de Bormes, Provence (1243)
- 1907 : Le Marché de la place Saint-Jean, Toulon (1196)
- 1908 : Le Cap Brun, Toulon (1363)
- 1909 : Dans le vieux port de Marseille (1348)
- 1931 : Transparences de la mer (Côte d'Azur) (1659)

### Parigi, "Salon des artistes indépendants"
- 1892 : Quattro vedute di Parigi
- 1893 : Effet de mistral, le soir - Étude de mer, avec branche de pin - Matinée calme sur la côte (Provence) - Rochers de Magaud - Entrée du port marchand (Toulon) - Forges et chantiers de La Seyne
- 1894 : Un Coin du port marchand - Un Coin de la rade de Toulon - Le Mourillon vu de la côte - Effet du matin, à l'Estaque - Tartanes à l'Estaque
- 1895 : Tartane sortant - Fort Saint-Louis, Toulon - Cuirassé au temps calme, rade de Toulon - Marché à Toulon - Guinguettes aux Sablettes - Tartanes - Temps gris - Vieille ferme aux Sablettes

### Altre città
- Bordeaux : Société des amis des arts en 1892, puis de 1894 à 1908 (sauf 1903)
- Chicago  : Expo del 1893 (sezione francese fuori-concorso), Effet de mistral, le matin rade de Toulon
- Firenze  : Società di Belle Arti, 1891 e 1892
- Hyères : "Société des amis des arts", 1913 e 1914, e 1919 al 1925
- Monaco : Expo del 1895 al 1913, 1920 e 1922
- Nantes : dal 1894 al 1902, 1905, 1906
- Nizza : "Société des beaux-arts"  1894, 1903, 1906, 1908, 1910, 1914 e 1921
- San Pietroburgo : Palazzo di belle arti, 1901, Torpilleurs par effet de mistral en rade de Toulon - Premiers jours d'automne en Provence - La Baie de Magaud au soleil couchant (environs de Toulon)
- Tolone : "Société des amis des arts"  1903, 1906, 1909, 1911, e dal 1923 al 1936
- Tolosa : dal 1893 al 1903 (escl. 1897), e dal 1906 al 1909

### Esposizioni e mostre postume
In ordine cronologico.
- Parigi : "Salon des artistes français" del 1937, Pin sur la mer et falaise
- Tolone : "Société des amis des arts", 1937, pannello d'onore
- Tolone : Museo municipale di belle arti, 1984, François Nardi
- Hyères : Museo municipale Les Palmiers, 1986, François Nardi. De Venise à Paris
- Tolone : Museo della Marina, 1986, François Nardi. La rade de Toulon
- Tolone : Museo della Marina, 1989, François Nardi. La mer, les ports, la Provence
- Hyères : Museo municipale Les Palmiers, 1994, François Nardi en Provence

## Galleria d'immagini

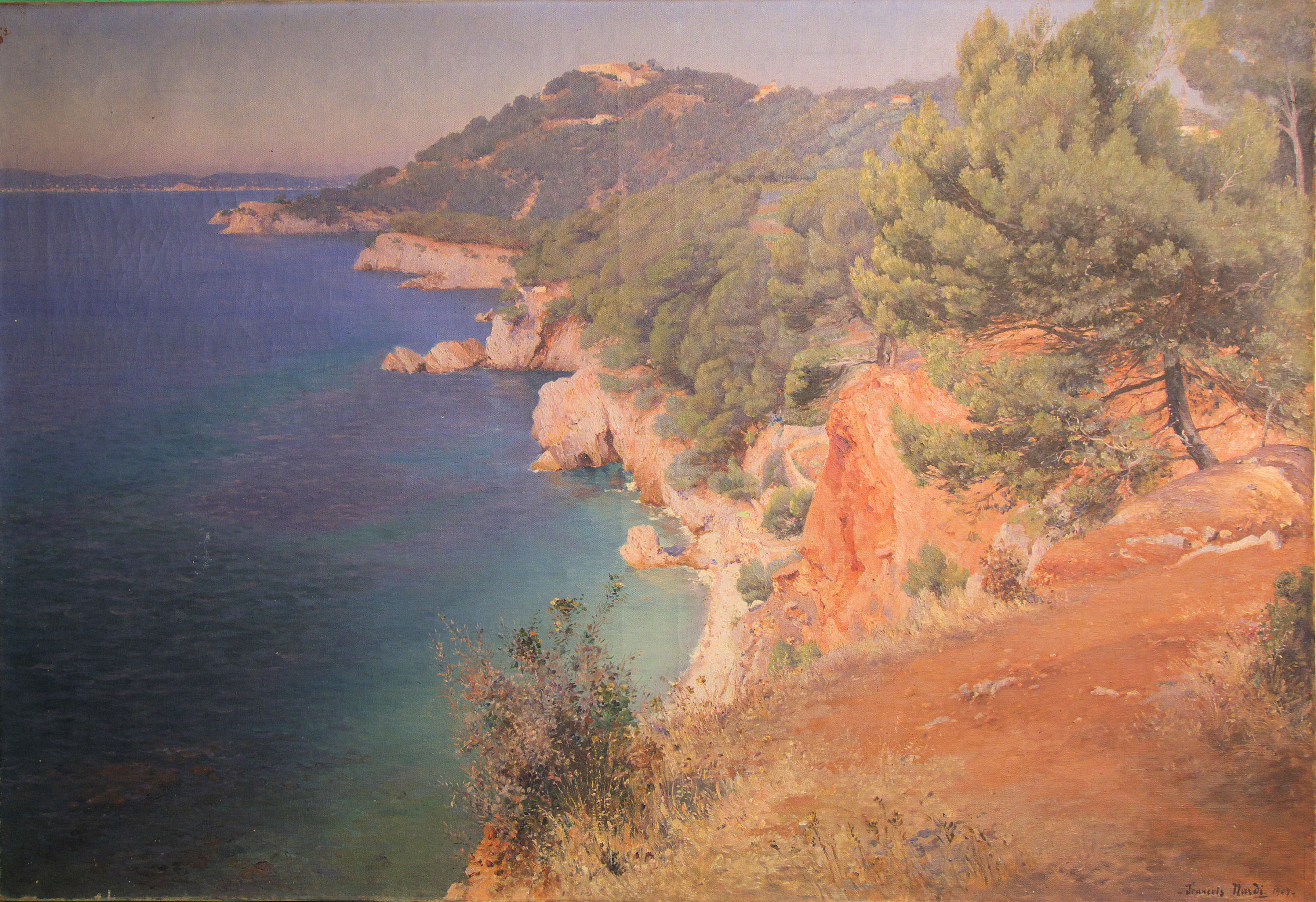
Il Capo Brun
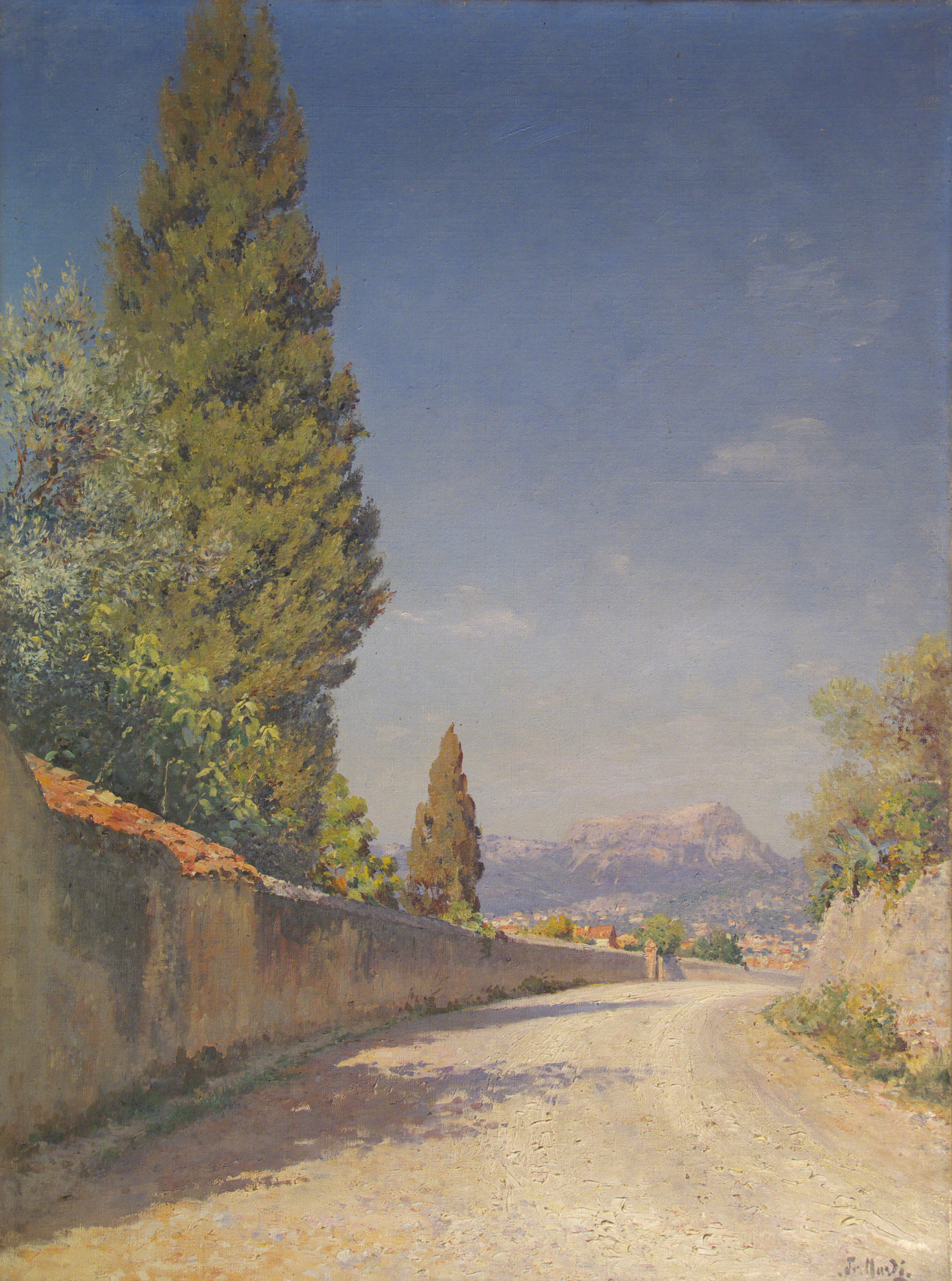
Strada degli Ameniers
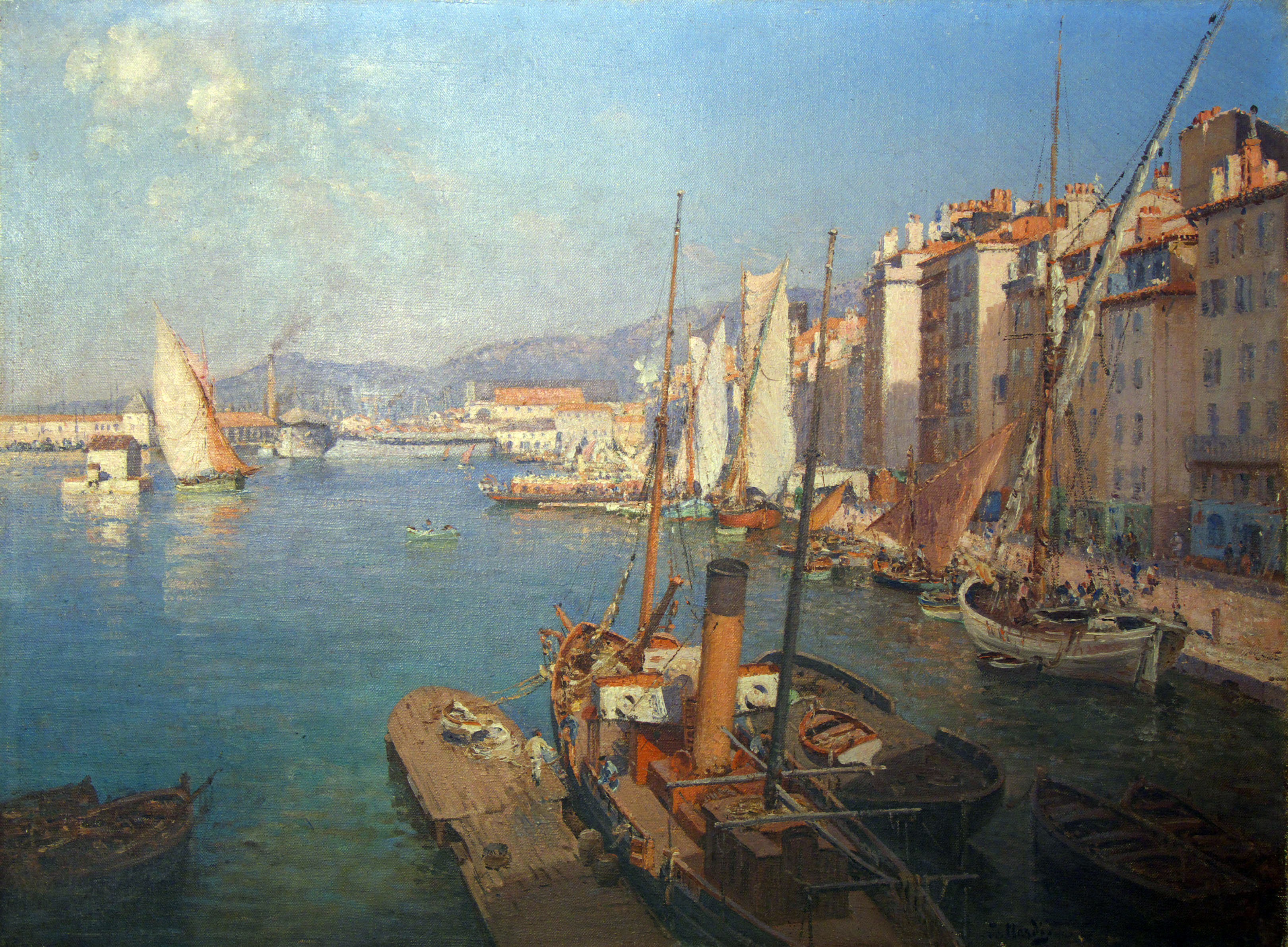
Il porto di Tolone al mattino
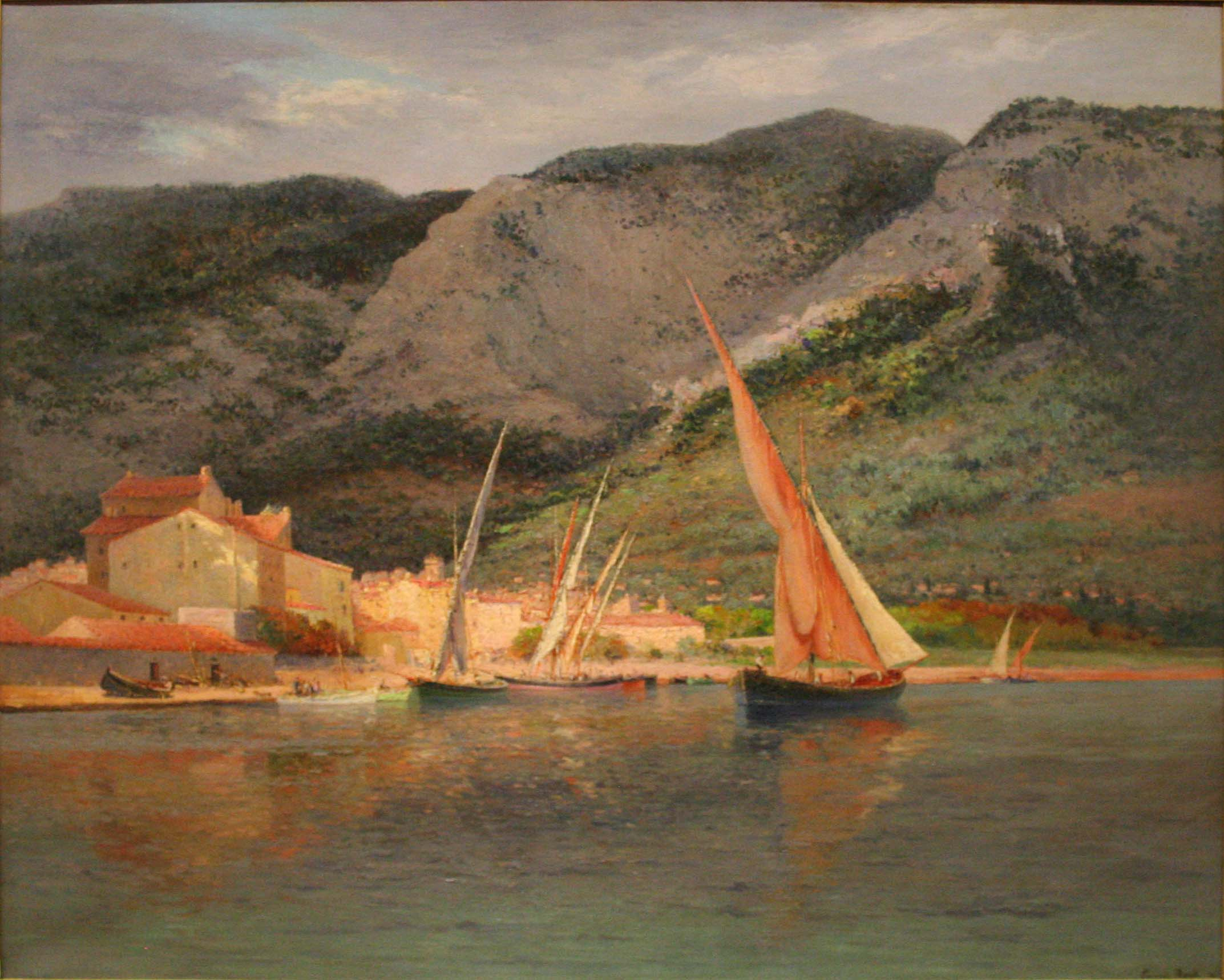
Dintorni di Tolone
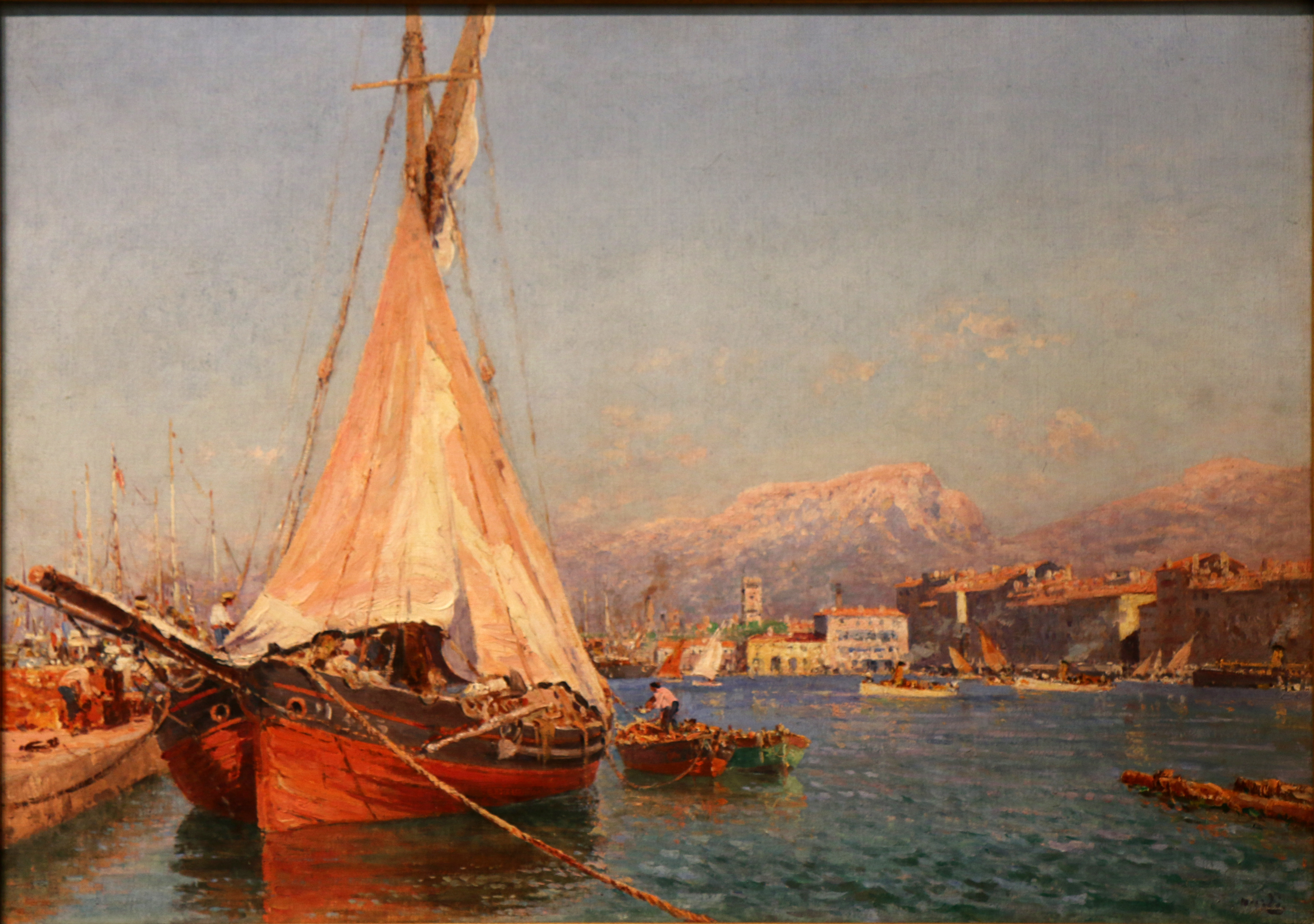
La tartana rossa
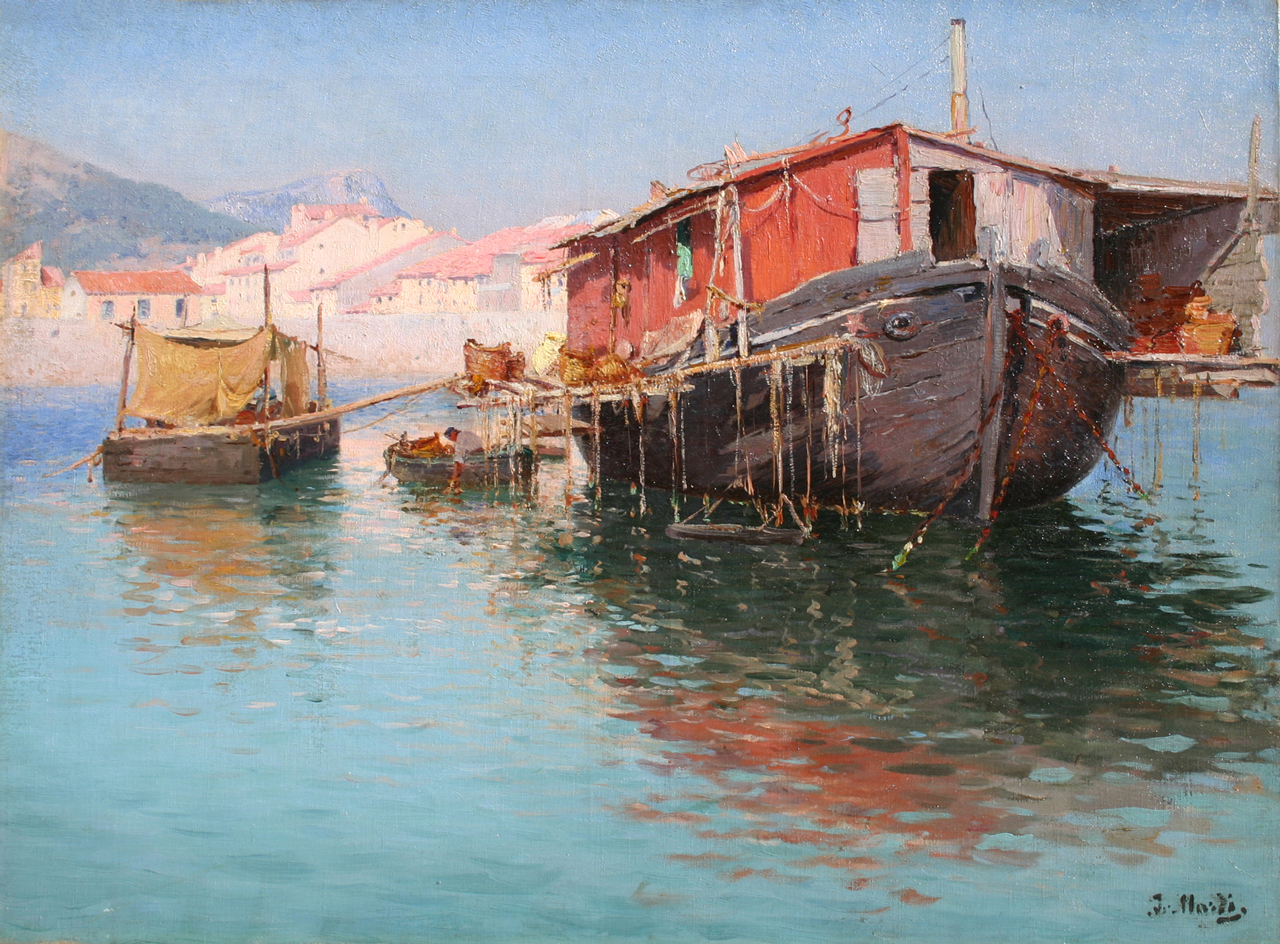
Allevamento di cozze su corde